# Kalgi
Kalgi är en by (estniska: küla) i Dagö kommun i landskapet Hiiumaa (Dagö) i västra Estland. Byn ligger vid Riksväg 83 på ön Dagö, cirka tio kilometer öster om småköpingen Käina.
I kyrkligt hänseende hör byn till Pühalepa församling inom den Estniska evangelisk-lutherska kyrkan.
Före kommunreformen 2017 hörde byn till dåvarande Pühalepa kommun.